# Билвисхајм
Билвисхајм (фр. Bilwisheim) насеље је и општина у источној Француској у региону Алзас, у департману Доња Рајна која припада префектури Стразбур Кампањ.
По подацима из 2011. године у општини је живело 394 становника, а густина насељености је износила 153,91 становника/km². Општина се простире на површини од 2,56 km². Налази се на средњој надморској висини од 180 метара (максималној 189 m, а минималној 149 m).

## Демографија
| 1962. | 1968. | 1975. | 1982. | 1990. | 1999. | 2011. |
| ----- | ----- | ----- | ----- | ----- | ----- | ----- |
| 217   | 216   | 250   | 284   | 332   | 387   | 394   |

График промене броја становника у току последњих година